# Ел Акса
Ел Акса (арап. المسجد الأقصى; хебр. מִסְגַּד אַל-אַקְצָא) јесте џамија у Старом граду у Јерусалиму и једно од најпознатијих муслиманских светилишта. У дословном преводу са арапског језика име ове џамије гласи „најдаља џамија”.
Ел Акса се налази на Храмовној гори, месту где се некада налазио Јерусалимски храм. Овај храм је до темеља срушен у 1. веку, након неуспеле јеврејске побуне против Римљана. Након разарања, Јеврејима је био забрањен улазак у Јерусалим. Пошто су га преотели од хришћанске Византије град су заузели муслимани, који су на месту некадашњег храма сазидали џамију. Западни зид који опасује узвишење на коме се налази Ел Акса, сматра се јединим остатком Иродовог храма и представља најсветије место за Јевреје који га називају и Зидом плача.

## Историја
Ел Акса се налази на брду Морији, где је, према Библији, праотац Аврам (Ибрахим) довео сина Исака (Исхака) да га жртвује, како би показао своју верност Богу. Та стена се још увек налази у средини Ел Аксе. Јеврејски краљ Соломон на том месту у 10. веку пХ подигао је Први велики јерусалимски храм, који су 586. године пре Христа порушили Вавилонци. На истом месту је крајем 6. века пХ поново изграђен Други храм, али он је порушен 70. године (нове ере) од стране Римљана.
Након муслиманског освајања Јерусалима у 7. веку, омејадски халиф Абд ел Малик наредио је изградњу исламске светиње на овом месту. Првобитно, на овом месту се налазила мала кућа од стране праведног халифа Омера, али је 691. године подигнута и Купола на стени. Године 705, Ел Валид I је подигао и Ел Аксу, која се налазила у дворишту некадашњег храма. После земљотреса који је Јерусалим погодио 746. године, џамија је потпуно уништена, а нову џамију је обновио абасидски халиф Ел Мансур 754, те његов наследник Ел Махди. Нови земљотрес који је погодио Јерусалим 1033. поново је уништио ову џамију. Две године касније фатимидски халиф Али аз Захир подигао је нову џамију која стоји на данашњем месту. Нова џамија је битније проширена и улепшана у односу на претходне. Када су крсташи освојили Јерусалим 1099. године, они су џамијске просторије користили као палату са црквом, али када је Саладин поново освојио Јерусалим 1187. године, џамији је враћена стара функција. Касније током времена, џамија је доживела више реновирања, поправки и допуна од стране владајућих Ајубида, Мамлука, Османлија, те на крају Јорданске државе. Данас, Стари град у Јерусалиму је под израелском контролом, али џамија остаје под управом јорданско-палестинске исламске заједнице.

## Занимљивости
Са платоа Ел Аксе јасно се види Златна капија, која је некада звана и Источна. То је била главна капија за улазак у Јерусалим и Исус Христос је кроз њу ушао на магарету. Треба споменути да муслимани негирају тврдњу да се Ел Акса налази на месту старозаветног храма. За такву тврдњу, међутим, нема много основа.

## Галерија
- Јужни зид џамије
- Североисточни зид џамије
- Унутрашњост Ел Аксе
- Врата Саладиновог минбара